# José María Arévalo
 (août 2024).
 (août 2024).
Si vous disposez d'ouvrages ou d'articles de référence ou si vous connaissez des sites web de qualité traitant du thème abordé ici, merci de compléter l'article en donnant les références utiles à sa vérifiabilité et en les liant à la section « Notes et références ».
José María de Arévalo y Requeno (1791-1869) est un militaire espagnol de la Guerre d'indépendance espagnole, de la guerre royaliste et des deux premières guerres carlistes.

## Biographie

### Naissance et études
Né le 20 novembre 1791 à Capileira (La Alpujarra), José María de Arévalo est le fils de Ramón de Arévalo et de María Requeno, deux membres de la noblesse. En 1808, il commence sa carrière militaire au collège des cadets de Grenade, d'où il sort sous-lieutenant l'an suivant.

### Guerre d'indépendance
Il participe  bientôt à la guerre de l'Indépendance, et combat au soulèvement d'Aranjuez, à la bataille d'Almonacid (où il est blessé) et à la bataille d'Ocaña, avant de passer en Andalousie. Il part ensuite à Valence et il prend part aux batailles de Sagonte et de Tarragone contre les troupes françaises.
Il termine la guerre avec le grade de lieutenant et il s'installe à Murviedro (actuel Sagunte), où il se marie en 1817 avec María Francisca Brugada Cubertorer, veuve issue d'une famille noble, avec qui il aura quatre fils.

### Guerre royale
Pendant le Triennat Libéral, il refuse de jurer sur la Constitution de Cadix et il organise des réunions politiques pour aider les soutiens royalistes qui commencent à opérer dans la région valencienne. Selon Antonio Charité Salvador, cela lui vaut d'être harcelé et insulté par les libéraux exaltés, en étant ultérieurement accusé par les autorités. Pour éviter d'être arrêté, il se rallie définitivement aux royalistes en février 1823, avec près d'une centaine de jeunes de sa ville.
Il rejoint Rafael Sempere, qui le nomme capitaine, et il combat à Vinaroz, à Valence, et lors de la prise de Segorbe. Il termine la guerre en tant que colonel.

### Première guerre carliste

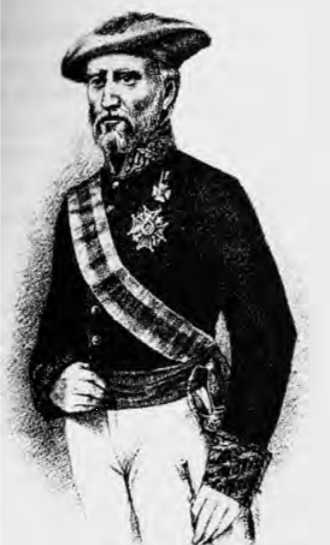
Portrait de José María Arévalo.

En juin 1835, alors commandant d'infanterie dans l'armée d'Isabelle II, il se présente devant le général carliste Ramon Cabrera. Il est déjà reconnu pour ses talents militaires, et ce dernier le prend comme secrétaire personnel puis comme directeur des Académies militaires qu'il a créées.
Sa vie est ensuite intimement liée à la première guerre carliste, en Aragon, à Valence et à Murcie. Ainsi, lorsque Cabrera reçoit le commandement carliste du Bas Aragon, il nomme Arévalo chef d'état major. Le général espagnol se distingue alors particulièrement aux combats de Xert, Prat de Compte, Azuara, Zurita, La Yesa, Muniesa, Alcanar, Terrer, Cantavieja, Puenta de Alcance, Torrecilla, Cherta, Sept Eaux, Pla du Pau, Maella, Carboneras, Morella et, surtout, à Chulilla. Cette dernière bataille est l'ultime victoire de l'armée carliste du centre de l'Espagne, commandée par Arévalo, qui capture quelque sept cents prisonniers au général Ortiz.
Quand Ramon Cabrera quitte le Bas Aragon aux côtés de Miguel Gómez Damas, il laisse l'entièreté de ses responsabilités militaires à Arévalo. Ce dernier finit la guerre comme maréchal de camp, décoré de nombreuses médailles comme Grand Croix de l'Ordre d'Isabelle la Catholique ou la croix de l'Ordre de Saint-Ferdinand. Il émigre alors en France. En 1837, Charles de Bourbon, le prétendant au trône d'Espagne, le fait baron d'Arévalo.

### Exil et combats ultérieurs
En 1847, lors de la deuxième guerre carliste, il retourne dans sa région natale, La Alpujarra, et obtient le poste de chef d'état-major du lieutenant-général Miguel Gómez Damas. A ses côtés, il tente de soulever la région de Grenande au profit de Charles de Bourbon fils, mais ils échouent avant de s'exiler quelque temps en Angleterre.
Lors du soulèvement carliste de 1855, il vient à Gibraltar, afin de soulever la région autour de Serranía de Ronda. Mais sous la pression du gouvernement espagnol, les autorités britanniques qui contrôlent Gibraltar ordonnent son arrestation. Prévenu de cette décision, il fuit les lieux avant d'être arrêté.
Lorsqu'Isabelle II est détrônée (en 1868), Charles de Bourbon, petit-fils du premier carliste, réorganise ses forces, et il promeut Arévalo lieutenant-général, en le prenant comme conseiller dans sa résidence à Paris.

### Mort
José María de Arévalo meurt en février 1869 à Paris, où il vivait très modestement. Il est assisté dans ses derniers temps par Marguerite de Bourbon-Parme.
Ses obsèques sont présidées par Charles de Bourbon, dans l'Église Saint-Merri de Paris, puis il est enterré au cimetière du Père-Lachaise.

## Descendance
José María d'Arévalo est le père de quatre enfants, José, Carmen, Conception et María Cruz.
Son fils, José Arévalo Brugada, est capitaine d'artillerie et participe aussi à la première guerre carliste à partir de 1837. Il dirige les deux pièces d'artillerie lors de la bataille de Bellmunt. Il est néanmoins capturé par les troupes royales d'Isabelle II en voulant fuir Alpuente, puis fusillé à Titaguas.
Sa fille Carmen Arévalo Brugada est l'épouse du général carliste Antonio de Santa-Pau y Cardos.

## Distinctions
- Grand-croix de l'ordre d'Isabelle la Catholique